# Tartak (powiat augustowski)
Tartak – mała osada w Polsce położona w województwie podlaskim, w powiecie augustowskim, w gminie Płaska na obszarze Puszczy Augustowskiej w sąsiedztwie śluzy Tartak na Kanale Augustowskim. Osada jest częścią składową sołectwa Rygol.
W latach 1975–1998 miejscowość administracyjnie należała do województwa suwalskiego.